# Kettnerita
La kettnerita és un mineral de la classe dels carbonats. Rep el seu nom en honor del professor de geologia de la Universitat Carolina de Praga Radim Kettner (1891–1968).

## Característiques
La kettnerita és un carbonat de fórmula química CaBiO(CO₃)F. Cristal·litza en el sistema ortoròmbic. Es troba en forma de plaques de cristalls, de fins a 0,3 mm, mostrant {001}, {111} i {10·10}; agrupades en agregats esfèrics. Visualment és indistingible de la bismutita i beyerita.
Segons la classificació de Nickel-Strunz, la kettnerita pertany a «05.BE - Carbonats amb anions addicionals, sense H₂O, amb Pb, Bi» juntament amb els següents minerals: shannonita, hidrocerussita, plumbonacrita, fosgenita, bismutita i beyerita.

## Formació i jaciments
La kettnerita va ser descoberta l'any 1956 a l'esvoranc Barbora, a Knöttel (Erzgebirge, Bohèmia, República Txeca) en una filó de quars tallant feldespat pegmatitic, potàssic. També ha estat trobada a Alemanya, l'Argentina, Àustria, els Estats Units, Grècia i Portugal.
Sol trobar-se associada a altres minerals com: fluorita, bismut natiu, bismutinita, hematita, topazi, perita, hemimorfita, embolita, crisocol·la i quars.